# Boulancourt
Boulancourt és un municipi francès, situat al departament del Sena i Marne i a la regió d'Illa de França. L'any 2007 tenia 353 habitants.
Forma part del cantó de Fontainebleau, del districte de Fontainebleau i de la Comunitat de comunes Pays de Nemours.

## Demografia

### Població
El 2007 la població de fet de Boulancourt era de 353 persones. Hi havia 144 famílies, de les quals 32 eren unipersonals (16 homes vivint sols i 16 dones vivint soles), 52 parelles sense fills, 52 parelles amb fills i 8 famílies monoparentals amb fills.
La població ha evolucionat segons el següent gràfic:
Habitants censats

### Habitatges
El 2007 hi havia 202 habitatges, 143 eren l'habitatge principal de la família, 52 eren segones residències i 7 estaven desocupats. 201 eren cases i 1 era un apartament. Dels 143 habitatges principals, 120 estaven ocupats pels seus propietaris, 19 estaven llogats i ocupats pels llogaters i 4 estaven cedits a títol gratuït; 1 tenia una cambra, 3 en tenien dues, 30 en tenien tres, 33 en tenien quatre i 76 en tenien cinc o més. 123 habitatges disposaven pel capbaix d'una plaça de pàrquing. A 66 habitatges hi havia un automòbil i a 76 n'hi havia dos o més.

### Piràmide de població
La piràmide de població per edats i sexe el 2009 era:
| Homes | Edats   | Dones |
| ----- | ------- | ----- |
| 4     | 95 o +  | 0     |
| 4     | 90 a 94 | 0     |
| 0     | 85 a 89 | 0     |
| 0     | 80 a 84 | 4     |
| 4     | 75 a 79 | 0     |
| 8     | 70 a 74 | 12    |
| 8     | 65 a 69 | 4     |
| 8     | 60 a 64 | 4     |
| 0     | 55 a 59 | 8     |
| 8     | 50 a 54 | 12    |
| 16    | 45 a 49 | 12    |
| 20    | 40 a 44 | 20    |
| 8     | 35 a 39 | 20    |
| 16    | 30 a 34 | 4     |
| 20    | 25 a 29 | 12    |
| 12    | 20 a 24 | 8     |
| 20    | 15 a 19 | 32    |
| 12    | 10 a 14 | 4     |
| 4     | 5 a 9   | 4     |
| 4     | 0 a 4   | 4     |

## Economia
El 2007 la població en edat de treballar era de 231 persones, 183 eren actives i 48 eren inactives. De les 183 persones actives 172 estaven ocupades (93 homes i 79 dones) i 11 estaven aturades (9 homes i 2 dones). De les 48 persones inactives 18 estaven jubilades, 13 estaven estudiant i 17 estaven classificades com a «altres inactius».

### Ingressos
El 2009 a Boulancourt hi havia 143 unitats fiscals que integraven 371,5 persones, la mediana anual d'ingressos fiscals per persona era de 21.590 €.

### Activitats econòmiques
Dels 15 establiments que hi havia el 2007, 3 eren d'empreses de construcció, 1 d'una empresa de comerç i reparació d'automòbils, 2 d'empreses d'hostatgeria i restauració, 3 d'empreses immobiliàries, 5 d'empreses de serveis i 1 d'una empresa classificada com a «altres activitats de serveis».
Dels 4 establiments de servei als particulars que hi havia el 2009, 1 era un paleta, 1 guixaire pintor, 1 electricista i 1 agència immobiliària.
L'únic establiment comercial que hi havia el 2009 era una botiga de menys de 120 m².
L'any 2000 a Boulancourt hi havia 4 explotacions agrícoles.

## Poblacions més properes
El següent diagrama mostra les poblacions més properes.